# WTA Тур 2002
WTA Тур 2002 (англ. 2002 Women's Tennis Association Tour) — элитный тур теннисистов-профессионалов, организованный Женской теннисной ассоциацией (WTA). В 2002 году календарь проводился 30-й раз и включал:
- 4 турнира Большого шлема (проводится Международной федерацией тенниса);
- Финал мирового тура в Лос-Анджелесе, США;
- 9 турниров 1-й категории;
- 17 турниров 2-й категории;
- 18 турниров 3-й категории;
- 9 турниров 4-й категории;
- 7 турниров 5-й категории;
- Кубок Федерации.

## Расписание WTA Тура 2002 года
Ниже представлено полное расписание соревнований WTA Тура 2002 года, со списком победителей и финалистов для одиночных и парных соревнований.
| Турнир Большого шлема |
| Турниры WTA           |

### Январь
| Неделя     | Турнир | Чемпионки (Счёт финала)                        | Финалистки                              |
| ---------- | --- | ---------------------------------------------- | --------------------------------------- |
| 31 декабря | Thalgo Australian Women’s Hardcourts Голд-Кост, Австралия 3-я категория $170,000 — Хард — 30S/32Q/16D Турнир 2002                                                 | Винус Уильямс 7-5, 6-2                         | Жюстин Энен                             |
| 31 декабря | Thalgo Australian Women’s Hardcourts Голд-Кост, Австралия 3-я категория $170,000 — Хард — 30S/32Q/16D Турнир 2002                                                 | Меган Шонесси Жюстин Энен 6-1, 7-6(6)          | Мириам Ореманс Оса Свенссон             |
| 31 декабря | ASB Bank Classic Окленд, Новая Зеландия 4-я категория $140,000 — Хард — 32S/32Q/16D Турнир 2002                                                                   | Анна Смашнова 6-2, 6-2                         | Татьяна Панова                          |
| 31 декабря | ASB Bank Classic Окленд, Новая Зеландия 4-я категория $140,000 — Хард — 32S/32Q/16D Турнир 2002                                                                   | Николь Арендт Лизель Хубер 7-5, 6-4            | Квета Грдличкова Генриета Надьова       |
| 7 января   | Adidas International Сидней, Австралия 2-я категория $585,000 — Хард — 28S/32Q/16D Турнир 2002                                                                    | Мартина Хингис 6-2, 6-3                        | Меган Шонесси                           |
| 7 января   | Adidas International Сидней, Австралия 2-я категория $585,000 — Хард — 28S/32Q/16D Турнир 2002                                                                    | Лиза Реймонд Ренне Стаббс Без игры             | Анна Курникова Мартина Хингис           |
| 7 января   | Canberra Women’s Classic Канберра, Австралия 5-я категория $110,000 — Хард — 32S/32Q/16D Турнир 2002                                                              | Анна Смашнова 7-5, 7-6(2)                      | Тамарин Танасугарн                      |
| 7 января   | Canberra Women’s Classic Канберра, Австралия 5-я категория $110,000 — Хард — 32S/32Q/16D Турнир 2002                                                              | Нанни де Вильерс Ирина Селютина 6-2, 6-3       | Саманта Ривз Адриана Серра Дзанетти     |
| 7 января   | ANZ Tasmanian International Хобарт, Австралия 5-я категория $110,000 — Хард — 32S/32Q/16D Турнир 2002                                                             | Мартина Суха 7-6(7), 6-1                       | Анабель Медина Гарригес                 |
| 7 января   | ANZ Tasmanian International Хобарт, Австралия 5-я категория $110,000 — Хард — 32S/32Q/16D Турнир 2002                                                             | Татьяна Гарбин Рита Гранде 6-2, 7-6(3)         | Катерина Барклей-Рейц Кристина Виллер   |
| 14 января  | Открытый чемпионат Австралии Мельбурн, Австралия Турнир Большого шлема $3,818,613 — Хард — 128S/96Q/64D/32X Одиночный турнир — Парный турнир Турнир смешанных пар | Дженнифер Каприати 4-6, 7-6(7), 6-2            | Мартина Хингис                          |
| 14 января  | Открытый чемпионат Австралии Мельбурн, Австралия Турнир Большого шлема $3,818,613 — Хард — 128S/96Q/64D/32X Одиночный турнир — Парный турнир Турнир смешанных пар | Анна Курникова Мартина Хингис 6-2, 6-7(4), 6-1 | Даниэла Гантухова Аранча Санчес Викарио |
| 14 января  | Открытый чемпионат Австралии Мельбурн, Австралия Турнир Большого шлема $3,818,613 — Хард — 128S/96Q/64D/32X Одиночный турнир — Парный турнир Турнир смешанных пар | Кевин Ульетт Даниэла Гантухова 6-3, 6-2        | Гастон Этлис Паола Суарес               |
| 28 января  | Toray Pan Pacific Open Токио, Япония 1-я категория $1,300,000 — Ковёр (зал) — 28S/32Q/16D Одиночный турнир — Парный турнир                                        | Мартина Хингис 7-6(6), 4-6, 6-3                | Моника Селеш                            |
| 28 января  | Toray Pan Pacific Open Токио, Япония 1-я категория $1,300,000 — Ковёр (зал) — 28S/32Q/16D Одиночный турнир — Парный турнир                                        | Лиза Реймонд Ренне Стаббс 6-1, 6-1             | Роберта Винчи Элс Калленс               |

### Февраль
| Неделя     | Турнир | Чемпионки (Счёт финала)                           | Финалистки                        |
| ---------- | --- | ------------------------------------------------- | --------------------------------- |
| 4 февраля  | Open Gaz de France Париж, Франция 2-я категория $585,000 — Хард (зал) — 28S/32Q/16D Турнир 2002           | Винус Уильямс Без игры                            | Елена Докич                       |
| 4 февраля  | Open Gaz de France Париж, Франция 2-я категория $585,000 — Хард (зал) — 28S/32Q/16D Турнир 2002           | Натали Деши Мейлен Ту Без игры                    | Жанетта Гусарова Елена Дементьева |
| 11 февраля | Diamond Games Антверпен, Бельгия 2-я категория $585,000 — Хард (зал) — 28S/32Q/16D Турнир 2002            | Винус Уильямс 6-3, 5-7, 6-3                       | Жюстин Энен                       |
| 11 февраля | Diamond Games Антверпен, Бельгия 2-я категория $585,000 — Хард (зал) — 28S/32Q/16D Турнир 2002            | Магдалена Малеева Патти Шнидер 6-3, 6-7(3-7), 6-3 | Натали Деши Мейлен Ту             |
| 11 февраля | Открытый чемпионат Катара Доха, Катар 3-я категория $170,000 — Хард — 30S/32Q/16D Турнир 2002             | Моника Селеш 7-6(6), 6-3                          | Тамарин Танасугарн                |
| 11 февраля | Открытый чемпионат Катара Доха, Катар 3-я категория $170,000 — Хард — 30S/32Q/16D Турнир 2002             | Жанетта Гусарова Аранча Санчес Викарио 6-3, 6-3   | Каролин Вис Александра Фусаи      |
| 18 февраля | Теннисный чемпионат Дубая Дубай, ОАЭ 2-я категория $585,000 — Хард — 28S/32Q/16D Турнир 2002              | Амели Моресмо 6-4, 7-6(3)                         | Сандрин Тестю                     |
| 18 февраля | Теннисный чемпионат Дубая Дубай, ОАЭ 2-я категория $585,000 — Хард — 28S/32Q/16D Турнир 2002              | Мария Венто Кабчи Барбара Риттнер 6-3, 6-2        | Роберта Винчи Сандрин Тестю       |
| 18 февраля | Copa Colsanitas Богота, Колумбия 3-я категория $170,000 — Грунт — 30S/29Q/16D Турнир 2002                 | Фабиола Сулуага 6-1, 6-4                          | Катарина Среботник                |
| 18 февраля | Copa Colsanitas Богота, Колумбия 3-я категория $170,000 — Грунт — 30S/29Q/16D Турнир 2002                 | Вирхиния Руано Паскуаль Паола Суарес 6-2, 6-1     | Тина Крижан Катарина Среботник    |
| 18 февраля | Cellular South Cup Мемфис, США 3-я категория $170,000 — Хард (зал) — 30S/32Q/16D Турнир 2002              | Лиза Реймонд 4-6, 6-3, 7-6(9)                     | Александра Стивенсон              |
| 18 февраля | Cellular South Cup Мемфис, США 3-я категория $170,000 — Хард (зал) — 30S/32Q/16D Турнир 2002              | Ай Сугияма Елена Татаркова 6-4, 2-6, 6-0          | Мелисса Миддлтон Бри Риппнер      |
| 25 февраля | State Farm Women's Tennis Classic Скоттсдейл, США 2-я категория $585,000 — Хард — 28S/32Q/16D Турнир 2002 | Серена Уильямс 6-2, 4-6, 6-4                      | Дженнифер Каприати                |
| 25 февраля | State Farm Women's Tennis Classic Скоттсдейл, США 2-я категория $585,000 — Хард — 28S/32Q/16D Турнир 2002 | Лиза Реймонд Ренне Стаббс 6-3, 5-7, 7-6(4)        | Кара Блэк Елена Лиховцева         |
| 25 февраля | Открытый чемпионат Мексики Акапулько, Мексика 3-я категория $200,000 — Грунт — 30S/30Q/16D Турнир 2002    | Катарина Среботник 6-7(1), 6-4, 6-2               | Паола Суарес                      |
| 25 февраля | Открытый чемпионат Мексики Акапулько, Мексика 3-я категория $200,000 — Грунт — 30S/30Q/16D Турнир 2002    | Вирхиния Руано Паскуаль Паола Суарес 7-5, 6-1     | Тина Крижан Катарина Среботник    |

### Март
| Неделя   | Турнир | Чемпионки (Счёт финала)                       | Финалистки                           |
| -------- | --- | --------------------------------------------- | ------------------------------------ |
| 4 марта  | Pacific Life Open Индиан-Уэллс, США 1-я категория $2,100,000 — Хард — 96S/48Q/32D Одиночный турнир — Парный турнир | Даниэла Гантухова 6-3, 6-4                    | Мартина Хингис                       |
| 4 марта  | Pacific Life Open Индиан-Уэллс, США 1-я категория $2,100,000 — Хард — 96S/48Q/32D Одиночный турнир — Парный турнир | Лиза Реймонд Ренне Стаббс 7-5, 6-0            | Жанетта Гусарова Елена Дементьева    |
| 18 марта | NASDAQ-100 Open Майами, США 1-я категория $2,860,000 — Хард — 96S/48Q/32D Одиночный турнир — Парный турнир         | Серена Уильямс 7-5, 7-6(4)                    | Дженнифер Каприати                   |
| 18 марта | NASDAQ-100 Open Майами, США 1-я категория $2,860,000 — Хард — 96S/48Q/32D Одиночный турнир — Парный турнир         | Лиза Реймонд Ренне Стаббс 7-6(4), 6-7(4), 6-3 | Вирхиния Руано Паскуаль Паола Суарес |

### Апрель
| Неделя    | Турнир | Чемпионки (Счёт финала)                                                                                      | Финалистки                                                                |
| --------- | --- | --- | ------------------------------------------------------------------------- |
| 1 апреля  | Открытый чемпионат Порту Порту, Португалия 4-я категория $140,000 — Грунт — 32S/28Q/16D Турнир 2002 | Анхелес Монтолио 6-1, 2-6, 7-5                                                                               | Маги Серна                                                                |
| 1 апреля  | Открытый чемпионат Порту Порту, Португалия 4-я категория $140,000 — Грунт — 32S/28Q/16D Турнир 2002 | Кара Блэк Ирина Селютина 7-6(6), 6-4                                                                         | Кристи Богерт Маги Серна                                                  |
| 1 апреля  | Sarasota Clay Court Classic Сарасота, США 4-я категория $140,000 — Грунт — 32S/32Q/16D Турнир 2002 | Елена Докич 6-2, 6-2                                                                                         | Татьяна Панова                                                            |
| 1 апреля  | Sarasota Clay Court Classic Сарасота, США 4-я категория $140,000 — Грунт — 32S/32Q/16D Турнир 2002 | Елена Докич Елена Лиховцева 6-7(5), 6-3, 6-3                                                                 | Элс Калленс Кончита Мартинес                                              |
| 8 апреля  | Bausch & Lomb Championships Амелия-Айленд, США 2-я категория $585,000 — Грунт — 56S/16Q/16D Турнир 2002 | Винус Уильямс 2-6, 7-5, 7-6(5)                                                                               | Жюстин Энен                                                               |
| 8 апреля  | Bausch & Lomb Championships Амелия-Айленд, США 2-я категория $585,000 — Грунт — 56S/16Q/16D Турнир 2002 | Даниэла Гантухова Аранча Санчес Викарио 6-4, 6-2                                                             | Мария Эмилия Салерни Оса Свенссон                                         |
| 8 апреля  | Открытый чемпионат Эшторила Оэйраш, Португалия 4-я категория $140,000 — Грунт — 32S/32Q/16D Турнир 2002 | Маги Серна 6-4, 6-2                                                                                          | Анка Барна                                                                |
| 8 апреля  | Открытый чемпионат Эшторила Оэйраш, Португалия 4-я категория $140,000 — Грунт — 32S/32Q/16D Турнир 2002 | Елена Бовина Жофия Губачи 6-3, 6-1                                                                           | Мария Венто Кабчи Барбара Риттнер                                         |
| 15 апреля | Family Circle Cup Чарлстон, США 1-я категория $1,224,000 — Грунт — 56S/32Q/28D Одиночный турнир — Парный турнир | Ива Майоли 7-6(5), 6-4                                                                                       | Патти Шнидер                                                              |
| 15 апреля | Family Circle Cup Чарлстон, США 1-я категория $1,224,000 — Грунт — 56S/32Q/28D Одиночный турнир — Парный турнир | Лиза Реймонд Ренне Стаббс 6-4, 3-6, 7-6(4)                                                                   | Каролин Вис Александра Фусаи                                              |
| 15 апреля | Гран-при Будапешта Будапешт, Венгрия 5-я категория $110,000 — Грунт — 32S/32Q/16D Турнир 2002 | Мартина Мюллер 6-2, 3-6, 6-4                                                                                 | Мирьям Казанова                                                           |
| 15 апреля | Гран-при Будапешта Будапешт, Венгрия 5-я категория $110,000 — Грунт — 32S/32Q/16D Турнир 2002 | Кэтрин Беркли Эмили Луа 4-6, 6-3, 6-3                                                                        | Елена Бовина Жофия Губачи                                                 |
| 22 апреля | Кубок Федерации 2002. 1-й раунд Брюссель, Бельгия, Грунт (зал) Милан, Италия, Грунт Братислава, Словакия, Грунт Буэнос-Айрес, Аргентина, Грунт Шарлотт, США, Грунт Бол, Хорватия, Грунт Альмерия, Испания, Грунт Дрезден, Германия, Грунт | Победители Бельгия 3-1 Италия 5-0 Словакия 3-2 Франция 5-0 Австрия 3-2 Хорватия 3-2 Испания 4-1 Германия 3-2 | Проигравшие Австралия Швеция Швейцария Аргентина США Чехия Венгрия Россия |
| 29 апреля | Открытый чемпионат Гамбурга Гамбург, Германия 2-я категория $585,000 — Грунт — 28S/32Q/16D Турнир 2002 | Ким Клейстерс 1-6, 6-3, 6-4                                                                                  | Винус Уильямс                                                             |
| 29 апреля | Открытый чемпионат Гамбурга Гамбург, Германия 2-я категория $585,000 — Грунт — 28S/32Q/16D Турнир 2002 | Мартина Хингис Барбара Шетт 6-1, 6-1                                                                         | Даниэла Гантухова Аранча Санчес Викарио                                   |
| 29 апреля | Открытый чемпионат Хорватии Бол, Хорватия 3-я категория $170,000 — Грунт — 30S/32Q/16D Турнир 2002 | Оса Свенссон 6-3, 4-6, 6-1                                                                                   | Ива Майоли                                                                |
| 29 апреля | Открытый чемпионат Хорватии Бол, Хорватия 3-я категория $170,000 — Грунт — 30S/32Q/16D Турнир 2002 | Анжелик Виджая Татьяна Гарбин 7-5, 3-6, 6-4                                                                  | Елена Бовина Генриета Надьова                                             |

### Май
| Неделя | Турнир | Чемпионки (Счёт финала)                            | Финалистки                                |
| ------ | --- | -------------------------------------------------- | ----------------------------------------- |
| 6 мая  | Открытый чемпионат Германии Берлин, Германия 1-я категория $1,224,000 — Грунт — 56S/32Q/28D Одиночный турнир — Парный турнир                                | Жюстин Энен 6-2, 1-6, 7-6(5)                       | Серена Уильямс                            |
| 6 мая  | Открытый чемпионат Германии Берлин, Германия 1-я категория $1,224,000 — Грунт — 56S/32Q/28D Одиночный турнир — Парный турнир                                | Жанетта Гусарова Елена Дементьева 0-6, 7-6(3), 6-2 | Даниэла Гантухова Аранча Санчес Викарио   |
| 6 мая  | J&S Cup Варшава, Польша 3-я категория $170,000 — Грунт — 32S/32Q/16D Турнир 2002                                                                            | Елена Бовина 6-3, 6-1                              | Генриета Надьова                          |
| 6 мая  | J&S Cup Варшава, Польша 3-я категория $170,000 — Грунт — 32S/32Q/16D Турнир 2002                                                                            | Елена Костанич Генриета Надьова 6-1, 6-1           | Евгения Куликовская Сильвия Талая         |
| 13 мая | Открытый чемпионат Италии Рим, Италия 1-я категория $1,224,000 — Грунт — 56S/48Q/28D Одиночный турнир — Парный турнир                                       | Серена Уильямс 7-6(6), 6-4                         | Жюстин Энен                               |
| 13 мая | Открытый чемпионат Италии Рим, Италия 1-я категория $1,224,000 — Грунт — 56S/48Q/28D Одиночный турнир — Парный турнир                                       | Вирхиния Руано Паскуаль Паола Суарес 6-3, 6-4      | Кончита Мартинес Патрисия Тарабини        |
| 20 мая | Открытый чемпионат Испании Мадрид, Испания 3-я категория $170,000 — Грунт — 30S/32Q/16D Турнир 2002                                                         | Моника Селеш 6-4, 6-2                              | Чанда Рубин                               |
| 20 мая | Открытый чемпионат Испании Мадрид, Испания 3-я категория $170,000 — Грунт — 30S/32Q/16D Турнир 2002                                                         | Наталья Зверева Мартина Навратилова 6-2, 6-3       | Россана де лос Риос Аранча Санчес Викарио |
| 20 мая | Международный теннисный турнир в Страсбурге Страсбург, Франция 3-я категория $170,000 — Грунт — 30S/32Q/16D Турнир 2002                                     | Сильвия Фарина-Элиа 6-4, 3-6, 6-3                  | Елена Докич                               |
| 20 мая | Международный теннисный турнир в Страсбурге Страсбург, Франция 3-я категория $170,000 — Грунт — 30S/32Q/16D Турнир 2002                                     | Елена Костанич Дженнифер Хопкинс 0-6, 6-4, 6-4     | Каролин Денен Мая Матевжич                |
| 27 мая | Открытый чемпионат Франции Париж, Франция Турнир Большого шлема $4,664,160 — Грунт — 128S/96Q/64D/32X Одиночный турнир — Парный турнир Турнир смешанных пар | Серена Уильямс 7-5, 6-3                            | Винус Уильямс                             |
| 27 мая | Открытый чемпионат Франции Париж, Франция Турнир Большого шлема $4,664,160 — Грунт — 128S/96Q/64D/32X Одиночный турнир — Парный турнир Турнир смешанных пар | Вирхиния Руано Паскуаль Паола Суарес 6-4, 6-2      | Лиза Реймонд Ренне Стаббс                 |
| 27 мая | Открытый чемпионат Франции Париж, Франция Турнир Большого шлема $4,664,160 — Грунт — 128S/96Q/64D/32X Одиночный турнир — Парный турнир Турнир смешанных пар | Уэйн Блэк Кара Блэк 6-3, 6-3                       | Марк Ноулз Елена Бовина                   |

### Июнь
| Неделя  | Турнир | Чемпионки (Счёт финала)                       | Финалистки                           |
| ------- | --- | --------------------------------------------- | ------------------------------------ |
| 10 июня | DFS Classic Бирмингем, Великобритания 3-я категория $170,000 — Трава — 56S/32Q/16D Турнир 2002                                                                 | Елена Докич 6-2, 6-3                          | Анастасия Мыскина                    |
| 10 июня | DFS Classic Бирмингем, Великобритания 3-я категория $170,000 — Трава — 56S/32Q/16D Турнир 2002                                                                 | Синобу Асагоэ Элс Калленс 6-4, 6-3            | Кимберли По-Мессерли Натали Тозья    |
| 10 июня | Открытый чемпионат Австрии Вена, Австрия 3-я категория $170,000 — Грунт — 30S/32Q/16D Турнир 2002                                                              | Анна Смашнова 6-4, 6-1                        | Ирода Туляганова                     |
| 10 июня | Открытый чемпионат Австрии Вена, Австрия 3-я категория $170,000 — Грунт — 30S/32Q/16D Турнир 2002                                                              | Патриция Вартуш Петра Мандула 6-2, 6-4        | Ясмин Вёр Барбара Шварц              |
| 10 июня | Открытый чемпионат Ташкента Ташкент, Узбекистан 4-я категория $140,000 — Хард — 32S/32Q/16D Турнир 2002                                                        | Мари-Гаянэ Микаэлян 6-4, 6-4                  | Татьяна Пучек                        |
| 10 июня | Открытый чемпионат Ташкента Ташкент, Узбекистан 4-я категория $140,000 — Хард — 32S/32Q/16D Турнир 2002                                                        | Татьяна Перебийнис Татьяна Пучек 7-5, 6-2     | Миа Бурич Галина Фокина              |
| 17 июня | Britannic Asset Management International Championships Истборн, Великобритания 2-я категория $585,000 — Трава — 28S/32Q/16D Турнир 2002                        | Чанда Рубин 6-1, 6-3                          | Анастасия Мыскина                    |
| 17 июня | Britannic Asset Management International Championships Истборн, Великобритания 2-я категория $585,000 — Трава — 28S/32Q/16D Турнир 2002                        | Лиза Реймонд Ренне Стаббс 6-7(5), 7-6(6), 6-2 | Кара Блэк Елена Лиховцева            |
| 17 июня | Чемпионат Росмалена Хертогенбос, Нидерланды 3-я категория $170,000 — Трава — 30S/16D Турнир 2002                                                               | Элени Данилиду 3-6, 6-2, 6-3                  | Елена Дементьева                     |
| 17 июня | Чемпионат Росмалена Хертогенбос, Нидерланды 3-я категория $170,000 — Трава — 30S/16D Турнир 2002                                                               | Кэтрин Беркли Мартина Мюллер 6-4, 7-5         | Бьянка Ламаде Магдалена Малеева      |
| 24 июня | Уимблдонский турнир Уимблдон, Великобритания Турнир Большого шлема $4,448,330 — Трава — 128S/96Q/64D/32X Одиночный турнир — Парный турнир Турнир смешанных пар | Серена Уильямс 7-6(4), 6-3                    | Винус Уильямс                        |
| 24 июня | Уимблдонский турнир Уимблдон, Великобритания Турнир Большого шлема $4,448,330 — Трава — 128S/96Q/64D/32X Одиночный турнир — Парный турнир Турнир смешанных пар | Винус Уильямс Серена Уильямс 6-2, 7-5         | Вирхиния Руано Паскуаль Паола Суарес |
| 24 июня | Уимблдонский турнир Уимблдон, Великобритания Турнир Большого шлема $4,448,330 — Трава — 128S/96Q/64D/32X Одиночный турнир — Парный турнир Турнир смешанных пар | Махеш Бхупати Елена Лиховцева 6-2, 1-6, 6-1   | Кевин Ульетт Даниэла Гантухова       |

### Июль
| Неделя  | Турнир | Чемпионки (Счёт финала)                                    | Финалистки                                    |
| ------- | --- | ---------------------------------------------------------- | --------------------------------------------- |
| 8 июля  | French Community Championships Брюссель, Бельгия 4-я категория $140,000 — Грунт — 32S/29Q/16D Турнир 2002                                                  | Мирьям Казанова 4-6, 6-2, 6-1                              | Аранча Санчес Викарио                         |
| 8 июля  | French Community Championships Брюссель, Бельгия 4-я категория $140,000 — Грунт — 32S/29Q/16D Турнир 2002                                                  | Ясмин Вёр Барбара Шварц 6-2, 0-6, 6-4                      | Татьяна Гарбин Аранча Санчес Викарио          |
| 8 июля  | Гран-при Лаллы Мерьем Касабланка, Марокко 5-я категория $110,000 — Грунт — 32S/32Q/16D Турнир 2002                                                         | Патриция Вартуш 5-7, 6-3, 6-3                              | Клара Коукалова                               |
| 8 июля  | Гран-при Лаллы Мерьем Касабланка, Марокко 5-я категория $110,000 — Грунт — 32S/32Q/16D Турнир 2002                                                         | Патриция Вартуш Петра Мандула 6-2, 6-1                     | Хисела Дулко Кончита Мартинес Гранадос        |
| 8 июля  | Международный теннисный турнир в Палермо Палермо, Италия 5-я категория $110,000 — Грунт — 32S/27Q/16D Турнир 2002                                          | Мариана Диас-Олива 6-7(6), 6-1, 6-3                        | Вера Звонарёва                                |
| 8 июля  | Международный теннисный турнир в Палермо Палермо, Италия 5-я категория $110,000 — Грунт — 32S/27Q/16D Турнир 2002                                          | Евгения Куликовская Екатерина Сысоева 6-4, 6-3             | Любомира Бачева Ангелика Рёш                  |
| 15 июля | Кубок Федерации 2002. Четвертьфиналы Болонья, Италия, Грунт Братислава, Словакия, Ковёр (зал) Пёрчах-ам-Вёртерзе, Австрия, Грунт Капдепера, Испания, Грунт | Победители Италия 4-1 Словакия 4-1 Австрия 4-1 Испания 5-0 | Проигравшие Бельгия Франция Хорватия Германия |
| 22 июля | Bank of the West Classic Станфорд, США 2-я категория $585,000 — Хард — 28S/32Q/16D Турнир 2002                                                             | Винус Уильямс 6-3, 6-3                                     | Ким Клейстерс                                 |
| 22 июля | Bank of the West Classic Станфорд, США 2-я категория $585,000 — Хард — 28S/32Q/16D Турнир 2002                                                             | Лиза Реймонд Ренне Стаббс 6-1, 6-1                         | Жанетта Гусарова Кончита Мартинес             |
| 22 июля | Idea Prokom Open Сопот, Польша 3-я категория $300,000 — Грунт — 30S/32Q/16D Турнир 2002                                                                    | Динара Сафина 6-3, 4-0 — отказ                             | Генриета Надьова                              |
| 22 июля | Idea Prokom Open Сопот, Польша 3-я категория $300,000 — Грунт — 30S/32Q/16D Турнир 2002                                                                    | Светлана Кузнецова Аранча Санчес Викарио 6-2, 6-2          | Евгения Куликовская Екатерина Сысоева         |
| 29 июля | Acura Classic Сан-Диего, США 2-я категория $775,000 — Хард — 56S/16Q/16D Турнир 2002                                                                       | Винус Уильямс 6-2, 6-2                                     | Елена Докич                                   |
| 29 июля | Acura Classic Сан-Диего, США 2-я категория $775,000 — Хард — 56S/16Q/16D Турнир 2002                                                                       | Жанетта Гусарова Елена Дементьева 6-2, 6-4                 | Даниэла Гантухова Ай Сугияма                  |

### Август
| Неделя     | Турнир | Чемпионки (Счёт финала)                                   | Финалистки                                 |
| ---------- | --- | --------------------------------------------------------- | ------------------------------------------ |
| 5 августа  | JPMorgan Chase Open Лос-Анджелес, США 2-я категория $585,000 — Хард — 56S/16Q/16D Турнир 2002                                                         | Чанда Рубин 5-7, 7-6(5), 6-3                              | Линдсей Дэвенпорт                          |
| 5 августа  | JPMorgan Chase Open Лос-Анджелес, США 2-я категория $585,000 — Хард — 56S/16Q/16D Турнир 2002                                                         | Ким Клейстерс Елена Докич 6-3, 6-3                        | Даниэла Гантухова Ай Сугияма               |
| 5 августа  | Nordea Nordic Light Open Эспоо, Финляндия 4-я категория $140,000 — Хард — 32S/32Q/16D Турнир 2002                                                     | Светлана Кузнецова 0-6, 6-3, 7-6(2)                       | Дениса Хладкова                            |
| 5 августа  | Nordea Nordic Light Open Эспоо, Финляндия 4-я категория $140,000 — Хард — 32S/32Q/16D Турнир 2002                                                     | Светлана Кузнецова Аранча Санчес Викарио 6-3, 6-7(5), 6-3 | Ева Бес Остарис Мария Хосе Мартинес Санчес |
| 12 августа | Rogers Cup Монреаль, Канада 1-я категория $1,224,000 — Хард — 56S/32Q/28D Одиночный турнир — Парный турнир                                            | Амели Моресмо 6-4, 6-1                                    | Дженнифер Каприати                         |
| 12 августа | Rogers Cup Монреаль, Канада 1-я категория $1,224,000 — Хард — 56S/32Q/28D Одиночный турнир — Парный турнир                                            | Вирхиния Руано Паскуаль Паола Суарес 6-4, 7-6(4)          | Ай Сугияма Рика Фудзивара                  |
| 19 августа | Pilot Pen Tennis Нью-Хэйвен, США 2-я категория $585,000 — Хард — 28S/32Q/16D Турнир 2002                                                              | Винус Уильямс 7-5, 6-0                                    | Линдсей Дэвенпорт                          |
| 19 августа | Pilot Pen Tennis Нью-Хэйвен, США 2-я категория $585,000 — Хард — 28S/32Q/16D Турнир 2002                                                              | Даниэла Гантухова Аранча Санчес Викарио 6-3, 1-6, 7-5     | Татьяна Гарбин Жанетта Гусарова            |
| 26 августа | Открытый чемпионат США Нью-Йорк, США Турнир Большого шлема $6,261,690 — Хард — 128S/96Q/64D/32X Одиночный турнир — Парный турнир Турнир смешанных пар | Серена Уильямс 6-4, 6-3                                   | Винус Уильямс                              |
| 26 августа | Открытый чемпионат США Нью-Йорк, США Турнир Большого шлема $6,261,690 — Хард — 128S/96Q/64D/32X Одиночный турнир — Парный турнир Турнир смешанных пар | Вирхиния Руано Паскуаль Паола Суарес 6-2, 6-1             | Жанетта Гусарова Елена Дементьева          |
| 26 августа | Открытый чемпионат США Нью-Йорк, США Турнир Большого шлема $6,261,690 — Хард — 128S/96Q/64D/32X Одиночный турнир — Парный турнир Турнир смешанных пар | Майк Брайан Лиза Реймонд 7-6(9), 7-6(1)                   | Боб Брайан Катарина Среботник              |

### Сентябрь
| Неделя      | Турнир | Чемпионки (Счёт финала)                            | Финалистки                               |
| ----------- | --- | -------------------------------------------------- | ---------------------------------------- |
| 9 сентября  | Открытый чемпионат Бразилии Коста-ду-Сауипе, Бразилия 2-я категория $650,000 — Хард — 28S/32Q/16D Турнир 2002    | Анастасия Мыскина 6-3, 0-6, 6-2                    | Элени Данилиду                           |
| 9 сентября  | Открытый чемпионат Бразилии Коста-ду-Сауипе, Бразилия 2-я категория $650,000 — Хард — 28S/32Q/16D Турнир 2002    | Вирхиния Руано Паскуаль Паола Суарес 6-4, 6-1      | Россана де лос Риос Эмили Луа            |
| 9 сентября  | Big Island Championships Ваиколоа-Виллидж, США 4-я категория $140,000 — Хард — 32S/22Q/16D Турнир 2002           | Кара Блэк 7-6(1), 6-4                              | Лиза Реймонд                             |
| 9 сентября  | Big Island Championships Ваиколоа-Виллидж, США 4-я категория $140,000 — Хард — 32S/22Q/16D Турнир 2002           | Мария Венто Кабчи Мейлен Ту 1-6, 6-2, 6-3          | Эсме де Вилльерс Ирина Селютина          |
| 9 сентября  | Polo Open Шанхай, Китай 4-я категория $140,000 — Хард — 32S/32Q/16D Турнир 2002                                  | Анна Смашнова 6-2, 6-3                             | Анна Курникова                           |
| 9 сентября  | Polo Open Шанхай, Китай 4-я категория $140,000 — Хард — 32S/32Q/16D Турнир 2002                                  | Анна Курникова Джанет Ли 7-5, 6-3                  | Ай Сугияма Рика Фудзивара                |
| 16 сентября | Toyota Princess Cup Токио, Япония 2-я категория $585,000 — Хард — 28S/32Q/16D Турнир 2002                        | Серена Уильямс 2-6, 6-3, 6-3                       | Ким Клейстерс                            |
| 16 сентября | Toyota Princess Cup Токио, Япония 2-я категория $585,000 — Хард — 28S/32Q/16D Турнир 2002                        | Светлана Кузнецова Аранча Санчес Викарио 6-2, 6-4  | Патриция Вартуш Петра Мандула            |
| 16 сентября | Bell Challenge Квебек, Канада 3-я категория $170,000 — Ковёр (зал) — 30S/32Q/16D Турнир 2002                     | Елена Бовина 6-3, 6-4                              | Мари-Гаянэ Микаэлян                      |
| 16 сентября | Bell Challenge Квебек, Канада 3-я категория $170,000 — Ковёр (зал) — 30S/32Q/16D Турнир 2002                     | Саманта Ривз Джессика Стек 4-6, 6-3, 7-5           | Мария Эмилия Салерни Фабиола Сулуага     |
| 23 сентября | Кубок Лейпцига Лейпциг, Германия 2-я категория $585,000 — Хард (зал) — 28S/32Q/16D Турнир 2002                   | Серена Уильямс 6-3, 6-2                            | Анастасия Мыскина                        |
| 23 сентября | Кубок Лейпцига Лейпциг, Германия 2-я категория $585,000 — Хард (зал) — 28S/32Q/16D Турнир 2002                   | Александра Стивенсон Серена Уильямс 6-3, 7-5       | Жанетта Гусарова Паола Суарес            |
| 23 сентября | Wismilak International Бали, Индонезия 3-я категория $225,000 — Хард — 30S/32Q/16D Турнир 2002                   | Светлана Кузнецова 3-6, 7-6(4), 7-5                | Кончита Мартинес                         |
| 23 сентября | Wismilak International Бали, Индонезия 3-я категория $225,000 — Хард — 30S/32Q/16D Турнир 2002                   | Кара Блэк Вирхиния Руано Паскуаль 6-2, 6-3         | Светлана Кузнецова Аранча Санчес Викарио |
| 30 сентября | Кубок Кремля Москва, Россия 1-я категория $1,224,000 — Хард (зал) — 28S/32Q/16D Одиночный турнир — Парный турнир | Магдалена Малеева 5-7, 6-3, 7-6(4)                 | Линдсей Дэвенпорт                        |
| 30 сентября | Кубок Кремля Москва, Россия 1-я категория $1,224,000 — Хард (зал) — 28S/32Q/16D Одиночный турнир — Парный турнир | Жанетта Гусарова Елена Дементьева 2-6, 6-3, 7-6(7) | Елена Докич Надежда Петрова              |
| 30 сентября | Открытый чемпионат Японии Токио, Япония 3-я категория $170,000 — Хард — 30S/32Q/16D Турнир 2002                  | Джилл Крейбас 2-6, 6-4, 6-4                        | Сильвия Талая                            |
| 30 сентября | Открытый чемпионат Японии Токио, Япония 3-я категория $170,000 — Хард — 30S/32Q/16D Турнир 2002                  | Синобу Асагоэ Нана Мияги 6-4, 4-6, 6-4             | Светлана Кузнецова Аранча Санчес Викарио |

### Октябрь
| Неделя     | Турнир | Чемпионки (Счёт финала)                      | Финалистки                  |
| ---------- | --- | -------------------------------------------- | --------------------------- |
| 7 октября  | Porsche Tennis Grand Prix Фильдерштадт, Германия 2-я категория $625,000 — Хард (зал) — 28S/32Q/16D Турнир 2002                  | Ким Клейстерс 4-6, 6-3, 6-4                  | Даниэла Гантухова           |
| 7 октября  | Porsche Tennis Grand Prix Фильдерштадт, Германия 2-я категория $625,000 — Хард (зал) — 28S/32Q/16D Турнир 2002                  | Линдсей Дэвенпорт Лиза Реймонд 6-2, 6-4      | Паола Суарес Меган Шонесси  |
| 14 октября | Открытый чемпионат Цюриха Цюрих, Швейцария 1-я категория $1,224,000 — Хард (зал) — 28S/32Q/16D Одиночный турнир — Парный турнир | Патти Шнидер 6-7(5), 7-6(8), 6-3             | Линдсей Дэвенпорт           |
| 14 октября | Открытый чемпионат Цюриха Цюрих, Швейцария 1-я категория $1,224,000 — Хард (зал) — 28S/32Q/16D Одиночный турнир — Парный турнир | Елена Бовина Жюстин Энен 6-2, 7-6(2)         | Елена Докич Надежда Петрова |
| 14 октября | VUB Open Братислава, Словакия 5-я категория $110,000 — Хард (зал) — 32S/32Q/16D Турнир 2002                                     | Мая Матевжич 6-0, 6-1                        | Ивета Бенешова              |
| 14 октября | VUB Open Братислава, Словакия 5-я категория $110,000 — Хард (зал) — 32S/32Q/16D Турнир 2002                                     | Мая Матевжич Генриета Надьова 6-4, 6-0       | Натали Деши Мейлен Ту       |
| 21 октября | Generali Ladies Linz Линц, Австрия 2-я категория $585,000 — Хард (зал) — 28S/32Q/16D Турнир 2002                                | Жюстин Энен 6-3, 6-0                         | Александра Стивенсон        |
| 21 октября | Generali Ladies Linz Линц, Австрия 2-я категория $585,000 — Хард (зал) — 28S/32Q/16D Турнир 2002                                | Елена Докич Надежда Петрова 6-3, 6-2         | Ай Сугияма Рика Фудзивара   |
| 21 октября | SEAT Open Люксембург, Люксембург 3-я категория $225,000 — Хард (зал) — 30S/32Q/16D Турнир 2002                                  | Ким Клейстерс 6-1, 6-2                       | Магдалена Малеева           |
| 21 октября | SEAT Open Люксембург, Люксембург 3-я категория $225,000 — Хард (зал) — 30S/32Q/16D Турнир 2002                                  | Жанетта Гусарова Ким Клейстерс 4-6, 6-3, 7-5 | Квета Пешке Барбара Риттнер |
| 28 октября | Кубок Федерации 2002. Финал Гран-Канария, Испания, Хард (зал)                                                                   | Словакия 2-1                                 | Испания                     |

### Ноябрь
| Неделя   | Турнир | Чемпионки (Счёт финала)                         | Финалистки                       |
| -------- | --- | ----------------------------------------------- | -------------------------------- |
| 4 ноября | Итоговый чемпионат WTA Лос-Анджелес, США Итоговый чемпионат $3,000,000 — Хард — 16S/8D Одиночный турнир — Парный турнир | Ким Клейстерс 7-5, 6-3                          | Серена Уильямс                   |
| 4 ноября | Итоговый чемпионат WTA Лос-Анджелес, США Итоговый чемпионат $3,000,000 — Хард — 16S/8D Одиночный турнир — Парный турнир | Жанетта Гусарова Елена Дементьева 4-6, 6-4, 6-3 | Кара Блэк Елена Лиховцева        |
| 4 ноября | Открытый чемпионат Паттайи Паттайя, Таиланд 5-я категория $110,000 — Хард — 32S/28Q/16D Турнир 2002                     | Анжелик Виджайя 6-2, 6-4                        | Чо Юн Джон                       |
| 4 ноября | Открытый чемпионат Паттайи Паттайя, Таиланд 5-я категория $110,000 — Хард — 32S/28Q/16D Турнир 2002                     | Рената Ворачова Келли Лигган 7-5, 7-6(7)        | Лина Красноруцкая Татьяна Панова |

## Рейтинг WTA

### Одиночный рейтинг
| Рейтинг WTA 2002 года | Рейтинг WTA 2002 года | Рейтинг WTA 2002 года | Рейтинг WTA 2002 года | Рейтинг WTA 2002 года |
| #                     | Теннисистка           | Очки                  | 2001                  | +/-                   |
| --------------------- | --------------------- | --------------------- | --------------------- | --------------------- |
| 1                     | Серена Уильямс        | 6080                  | 6                     | ▲ 5                   |
| 2                     | Винус Уильямс         | 5140                  | 3                     | ▲ 1                   |
| 3                     | Дженнифер Каприати    | 3796                  | 2                     | ▼ 1                   |
| 4                     | Ким Клейстерс         | 3557                  | 5                     | ▲ 1                   |
| 5                     | Жюстин Энен-Арденн    | 3218                  | 7                     | ▲ 2                   |
| 6                     | Амели Моресмо         | 3068                  | 9                     | ▲ 3                   |
| 7                     | Моника Селеш          | 2952                  | 10                    | ▲ 3                   |
| 8                     | Даниэла Гантухова     | 2667                  | 38                    | ▲ 30                  |
| 9                     | Елена Докич           | 2506                  | 8                     | ▼ 1                   |
| 10                    | Мартина Хингис        | 2348                  | 4                     | ▼ 6                   |
| 11                    | Анастасия Мыскина     | 1908                  | 59                    | ▲ 48                  |
| 12                    | Линдсей Дэвенпорт     | 1795                  | 1                     | ▼ 11                  |
| 13                    | Чанда Рубин           | 1752                  | 52                    | ▲ 39                  |
| 14                    | Магдалена Малеева     | 1701                  | 16                    | ▲ 2                   |
| 15                    | Патти Шнидер          | 1644                  | 37                    | ▲ 22                  |
| 16                    | Анна Смашнова         | 1616                  | 88                    | ▲ 72                  |
| 17                    | Сильвия Фарина-Элия   | 1596                  | 14                    | ▼ 3                   |
| 18                    | Александра Стивенсон  | 1444                  | 60                    | ▲ 42                  |
| 19                    | Елена Дементьева      | 1426                  | 15                    | ▼ 4                   |
| 20                    | Натали Деши           | 1295                  | 43                    | ▲ 20                  |

### Парный рейтинг (Игроки)
| Рейтинг WTA 2002 года | Рейтинг WTA 2002 года   | Рейтинг WTA 2002 года | Рейтинг WTA 2002 года | Рейтинг WTA 2002 года |
| #                     | Теннисистка             | Очки                  | 2001                  | +/-                   |
| --------------------- | ----------------------- | --------------------- | --------------------- | --------------------- |
| 1                     | Паола Суарес            | 3863                  | 5                     | ▲ 4                   |
| 2                     | Вирхиния Руано Паскуаль | 3822                  | 7                     | ▲ 5                   |
| 3                     | Лиза Реймонд            | 3360                  | 1                     | ▼ 2                   |
| 4                     | Ренне Стаббс            | 3304                  | 2                     | ▼ 2                   |
| 5                     | Жанетта Гусарова        | 3107                  | 32                    | ▲ 27                  |
| 6                     | Елена Дементьева        | 2765                  | 94                    | ▲ 88                  |
| 7                     | Аранча Санчес Викарио   | 2256                  | 11                    | ▲ 4                   |
| 8                     | Даниэла Гантухова       | 2226                  | 56                    | ▲ 46                  |
| 9                     | Кара Блэк               | 2085                  | 3                     | ▼ 6                   |
| 10                    | Елена Лиховцева         | 2043                  | 4                     | ▼ 6                   |
| 11                    | Анна Курникова          | 1992                  | 22                    | ▲ 11                  |
| 12                    | Ай Сугияма              | 1912                  | 9                     | ▼ 3                   |
| 13                    | Рика Фудзивара          | 1725                  | 134                   | ▲ 121                 |
| 14                    | Елена Докич             | 1615                  | 12                    | ▼ 2                   |
| 15                    | Мартина Хингис          | 1504                  | 26                    | ▲ 11                  |
| 16                    | Кончита Мартинес        | 1372                  | 17                    | ▲ 1                   |
| 17                    | Меган Шонесси           | 1371                  | 14                    | ▼ 3                   |
| 18                    | Лизель Хубер            | 1302                  | 24                    | ▲ 6                   |
| 19                    | Николь Арендт           | 1232                  | 10                    | ▼ 9                   |
| 20                    | Кимберли По-Мессерли    | 1153                  | 8                     | ▼ 12                  |